# 广州市第二中学南沙天元学校

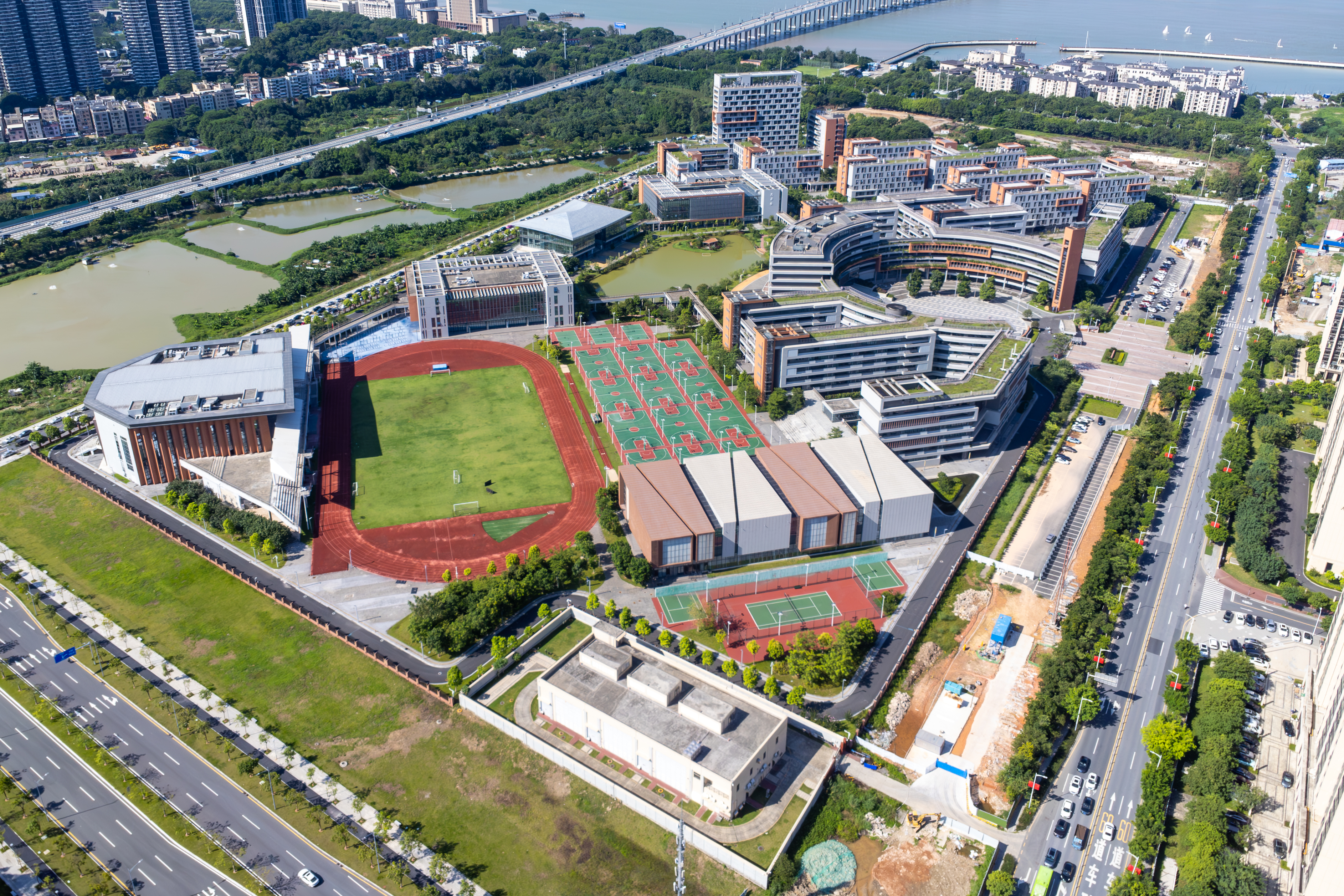
校园鸟瞰

广州市第二中学南沙天元学校是中华人民共和国广东省广州市南沙区的公立完全中学，由南沙区政府投资建设，委托广州二中教育集团管理。学校于2019年开始借址办学，位于英东大道25号的校址于2020年8月27日落成启用。
南沙天元学校建筑面积170,665平方米，可容纳75个教学班、约3,000人就读。

## 历史
2017年9月，南沙区政府与广州市第二中学签约，将引进广州市第二中学（南沙）实验学校至区内办学，以期完善南沙的教育资源。学校于次年5月开始施工。
2019年9月，广州市第二中学南沙天元学校正式开学。因校园仍在施工，第一学年需借用华南师范大学附属南沙小学的校舍办学，仅招收两个初一年级教学班。
2020年8月27日，南沙天元学校正式建成启用，学校亦自该学年起开始招收高一年级学生。

## 外部連結
- 维基共享资源上的相關多媒體資源：广州市第二中学南沙天元学校